# Jovan Jovanović Zmaj
Œuvres principales
- Les Roses (1864)
- Les Roses défraîchies (1882)

Compléments
- Fils de Pavle Jovanovic, maire de Novi Sad
- Membre de l'Académie royale de Serbie
- Le Prix Zmaj a été créé en son honneur.
- Le festival des Jeux d'enfants de Zmaj a été créé en son honneur.

Jovan Jovanović Zmaj (en serbe cyrillique : Јован Јовановић Змај ; né le 24 novembre 1833 à Novi Sad et mort le 13 juin 1904 à Sremska Kamenica) est un poète lyrique du romantisme serbe. Il a été membre de l'Académie royale de Serbie.

## Présentation
Jovan Jovanović était médecin.

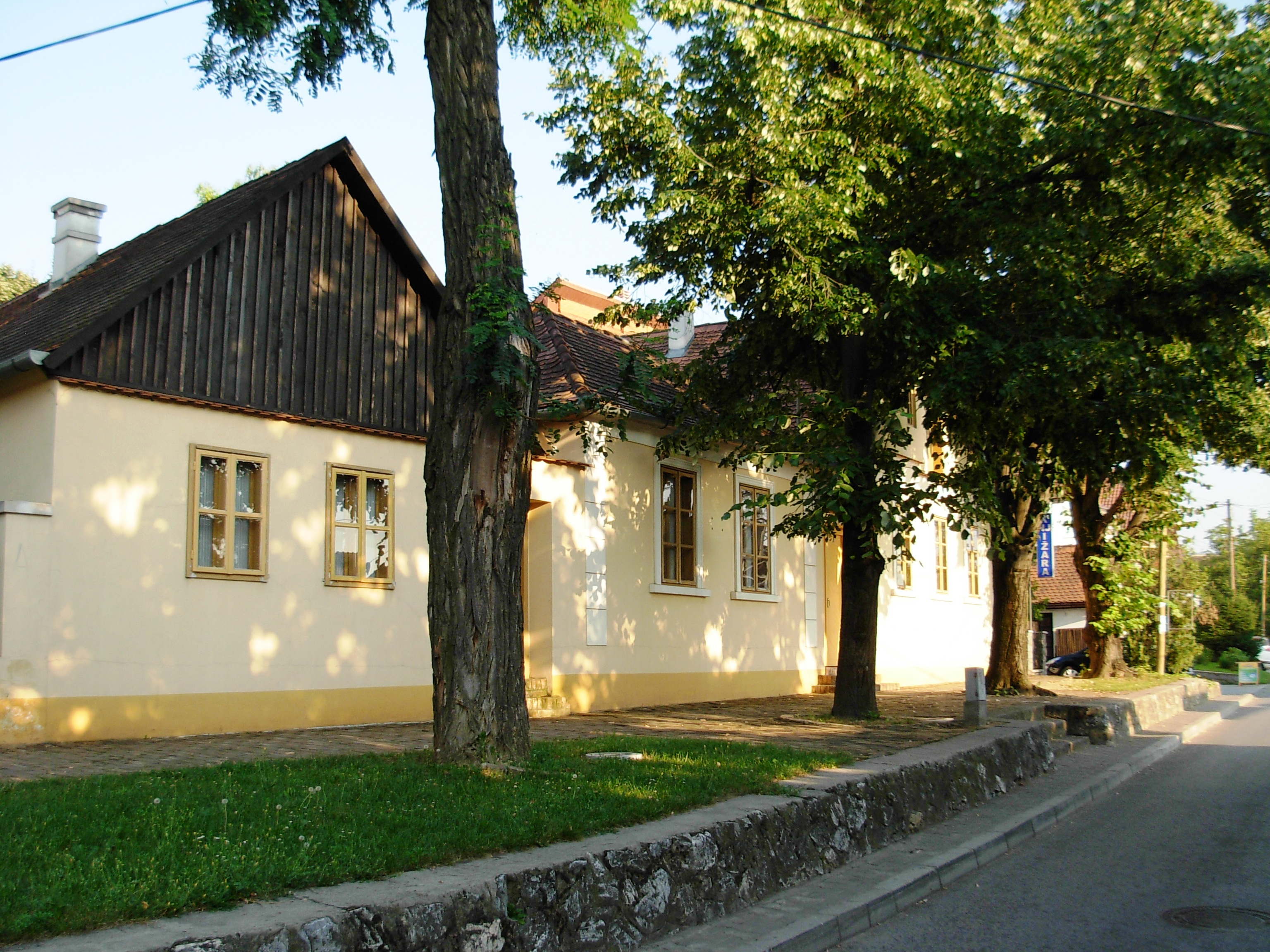
La maison de Jovan Jovanović Zmaj à Sremska Kamenica

Pendant la deuxième moitié du XIXe siècle, il fut le poète serbe le plus prolifique. Il écrivait pour un grand nombre de revues et de journaux et il fut, notamment, rédacteur en chef du magazine satirique 3 mai (qui lui donna son surnom). Il fut aussi directeur en chef du magazine pour enfants Souci.
Ses deux meilleurs ouvrages de poésie sont Ђулићи/Đulići (« Les Roses ») et Ђулићи увеоци/Đulići uveocii (« Les Roses défraîchies »). Un grand nombre de ses poésies humoristiques, destinées aux enfants, ont été publiées dans diverses revues et, plus tard, réunies en recueil.
Jovan Jovanović Zmaj était également traducteur. Il a traduit en serbe des poètes comme Sándor Petőfi, Goethe, Heine, Lermontov et Tennyson.

## Postérité
La maison de Jovan Jovanović Zmaj à Sremska Kamenica est inscrite sur la liste des monuments culturels de grande importance de la république de Serbie (identifiant no SK 1144) ; elle est devenue un musée commémoratif qui dépend du musée de la ville de Novi Sad.
Le lycée Jovan Jovanović Zmaj de Novi Sad est ainsi nommé en l'honneur du poète.
Plusieurs statues ont été érigées en son honneur.

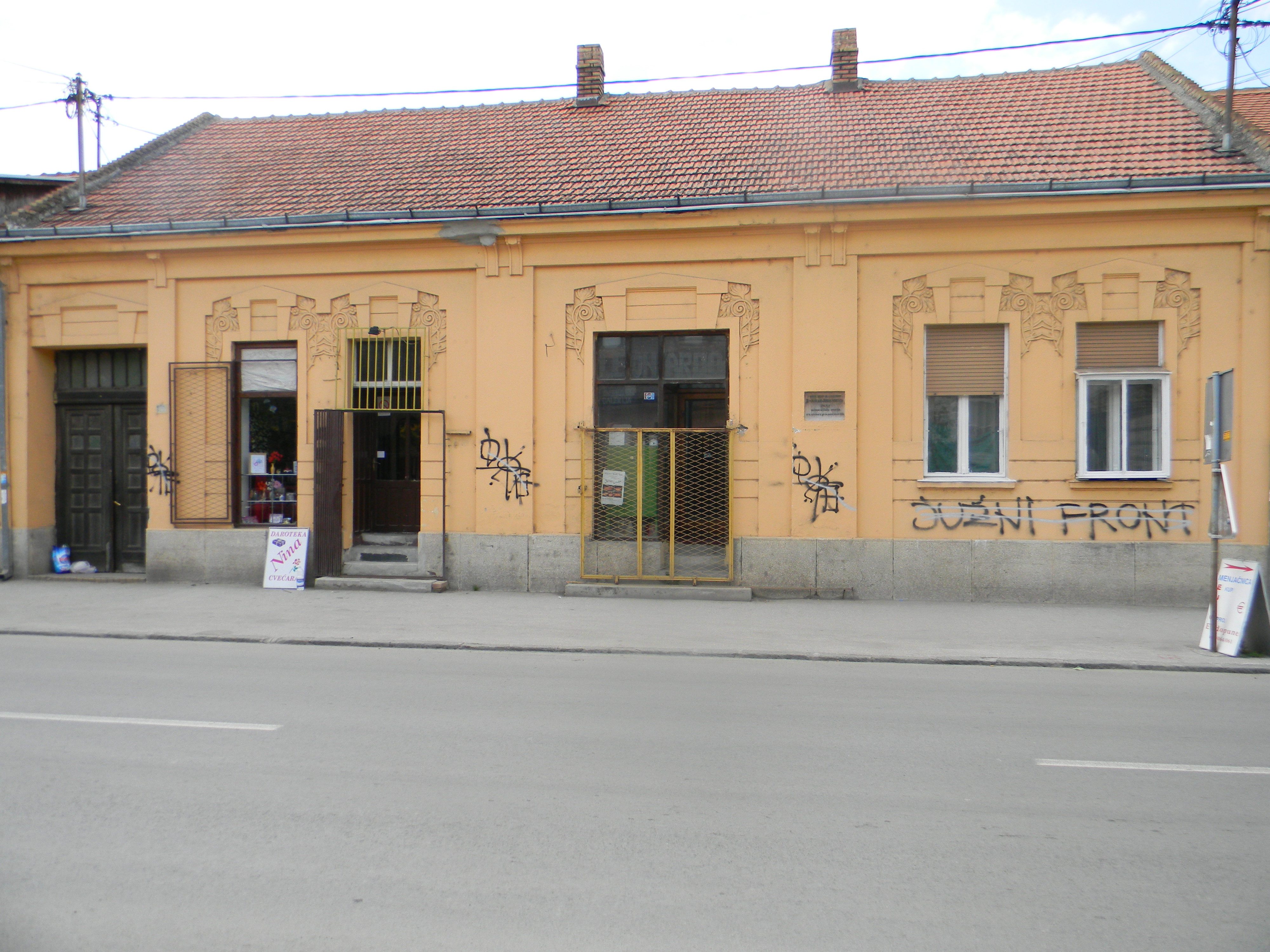
La maison de Jovan Jovanović Zmaj à Pančevo
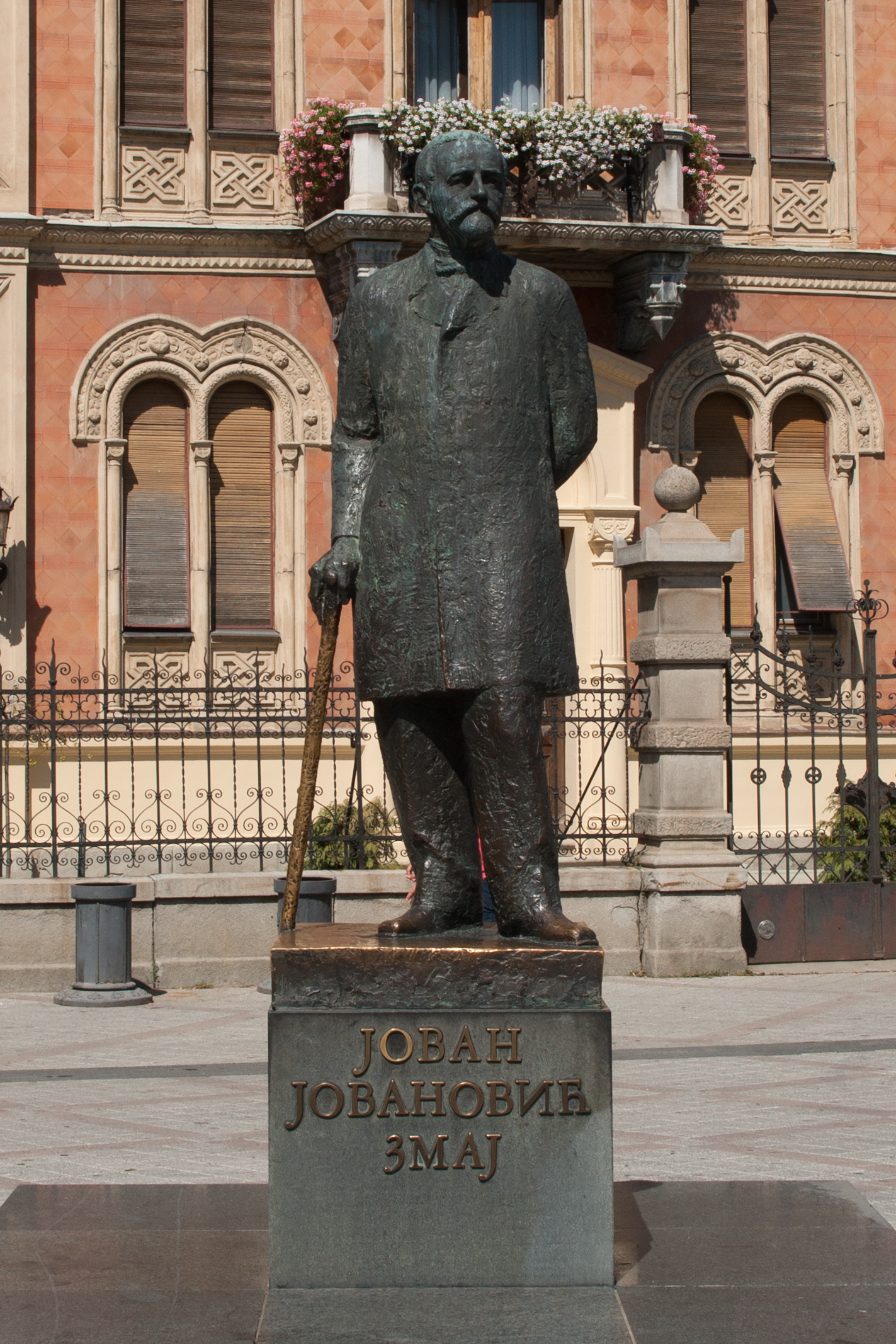
La statue de Jovan Jovanović Zmaj à Novi Sad
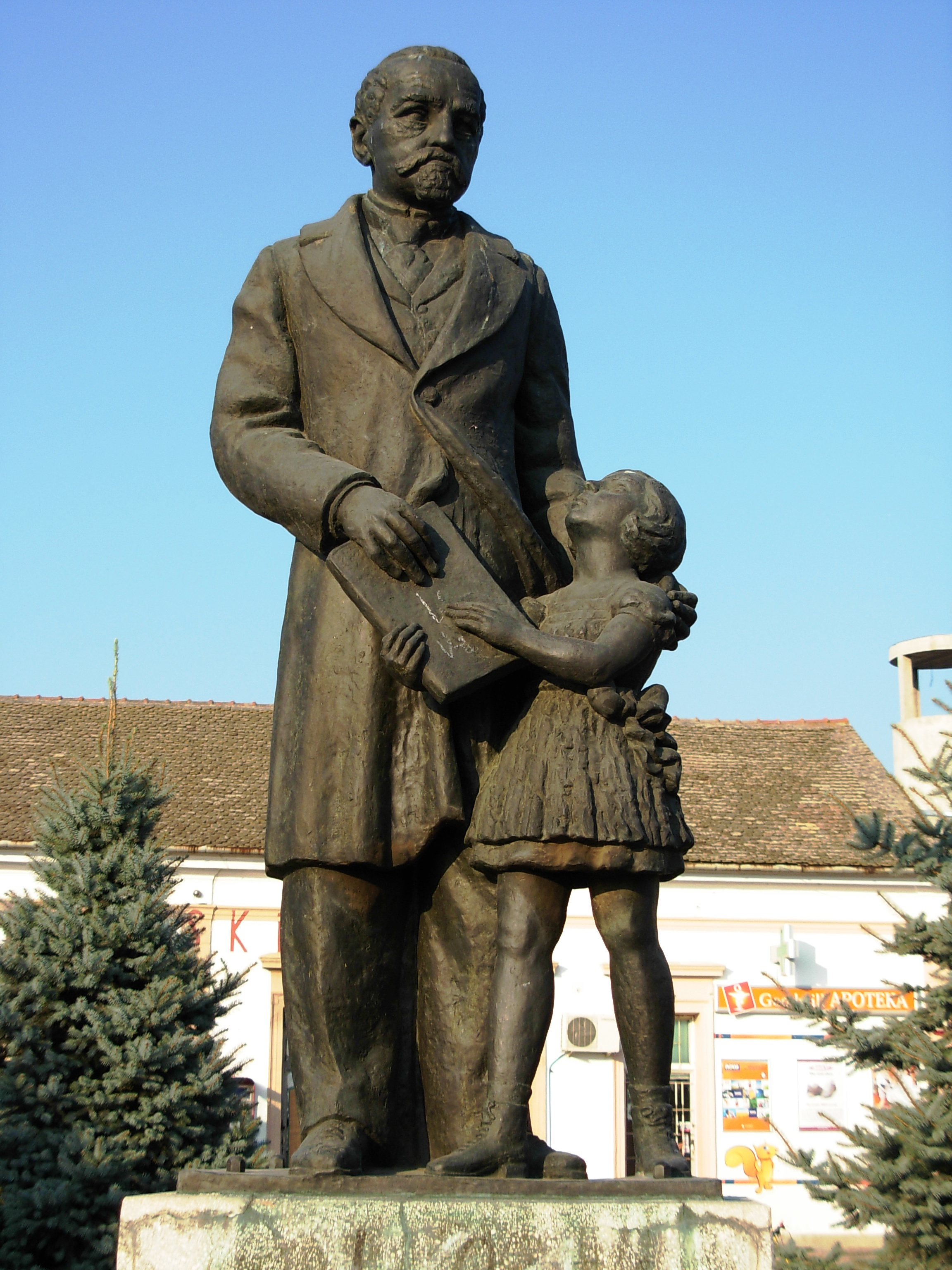
La statue de Jovan Jovanović Zmaj à Sremska Kamenica